# Stan and Judy's Kid
Stan and Judy's Kid è il quarto album in studio del comico e cantante statunitense Adam Sandler, pubblicato il 21 settembre 1999.

## Tracce
1. Hot Water Burn Baby – 4:28
2. Cool Guy 1 – 0:58
3. 7 Foot Man – 3:45
4. The Peeper – 6:00
5. Cool Guy 2 – 1:37
6. Dee Wee (My Friend the Massive Idiot) – 2:58
7. Whitey – 16:17
8. Cool Guy 3 – 1:23
9. She Comes Home to Me – 4:01
10. The Champion – 7:57
11. Cool Guy 4 – 1:15
12. The Chanukah Song, Part II – 4:02
13. Inner Voice – 4:30
14. Cool Guy 5 – 1:37
15. Welcome My Son – 2:12
16. The Psychotic Legend of Uncle Donnie – 11:18
17. Reprise – 1:00

## Classifiche
| Classifica (1999) | Posizione massima |
| ----------------- | ----------------- |
| Canada            | 20                |
| Stati Uniti       | 16                |